# Фрипорт (Флорида)
Фрипорт (енгл. Freeport) град је у америчкој савезној држави Флорида. По попису становништва из 2010. у њему је живело 1.787 становника.

## Демографија
Према попису становништва из 2010. у граду је живело 1.787 становника, што је 597 (50,2%) становника више него 2000. године.
| Група             | 2000.         | 2010.         |
| Белци             | 1.093 (91,8%) | 1.469 (82,2%) |
| Афроамериканци    | 28 (2,4%)     | 52 (2,9%)     |
| Азијати           | 1 (0,1%)      | 30 (1,7%)     |
| Хиспаноамериканци | 13 (1,1%)     | 162 (9,1%)    |
| Укупно            | 1.190         | 1.787         |